# Свобода (област Добрич)
Вижте пояснителната страница за други значения на Свобода.
Свобода е село в Североизточна България. То се намира в община Добричка, област Добрич.

## История
В началото името на селото е било Мансърово (на турски означава победител, гъба), а после село Княз Кирил (до 1944 г.).

## Население
Преброяване на населението през 2011 г.
Численост и дял на етническите групи според преброяването на населението през 2011 г.:
|                     | Численост | Дял (в %) |
| Общо                | 171       | 100,00    |
| Българи             | 154       | 90,05     |
| Турци               | 6         | 3,50      |
| Цигани              | 10        | 5,84      |
| Други               | 0         | 0,00      |
| Не се самоопределят | 0         | 0,00      |
| Неотговорили        | 1         | 0,58      |